# Ines Bibernellová
Ines Bibernellová (* 21. července 1965) je bývalá východoněmecká atletka, jejíž hlavní disciplínou byl běh na 3000 metrů.

## Sportovní kariéra
Její nejúspěšnější sezónou byl rok 1986. Jako první východoněmecká atletka se stala halovou mistryní Evropy v běhu na 3000 metrů.